# Baie Rhodes
La baie Rhodes est une baie au nord-est de la Grande Terre des îles Kerguelen, dans les Terres australes et antarctiques françaises. Elle est située entre les côtes de la presqu'île Joffre au sud et celles de l'île Foch au nord.